# Livio
Livio ist ein Vor-, Familien- und Markenname.

## Herkunft und Bedeutung
Livio ist ein in Italien verbreiteter Vorname. Er leitet sich vom lateinischen Livius und Livia ab und hat etruskische Wurzeln.

## Varianten
- Liviano, Livinio, Livo, Livino, Livano; Liviu (rumänisch)
- Livia, Liviana, Livietta (weiblich)

## Namenstag
Namenstag ist der 23. Februar.

## Namensträger

### Vorname
- Livio Berruti (* 1939), italienischer Leichtathlet
- Livio Carloni, bekannt als Luciano De Nardis (1865–1964), italienischer Dichter und Maler
- Livio Cecini (* 1976), Schweizer Schauspieler und Musicaldarsteller
- Livio Dante Porta (1922–2003), argentinischer Eisenbahningenieur
- Livio Lorenzon (1923–1971), italienischer Schauspieler
- Livio Magoni (* 1963), italienischer Alpinskitrainer
- Livio Maitan (1923–2004), italienischer Trotzkist
- Livio Vacchini (1933–2007), Schweizer Architekt

### Familienname
- Angelo Di Livio (* 1966), italienischer Fußballspieler
- Lorenzo Di Livio (* 1997), italienischer Fußballspieler
- Mario Livio (* 1945), israelischer Astrophysiker
- Maxime Livio (* 1987), französischer Vielseitigkeitsreiter

## Fiktion
- eine Figur in dem literarischen Drama „Der weiße Fächer“ des österreichischen Schriftstellers Hugo von Hofmannsthal

## Sonstiges
- Livio wird als Markenname der Peter Kölln KGaA für Speiseöle bzw. Homann Feinkost GmbH für Ketchup, Mayonnaise und Dressings verwendet